# Sungai Laa
Sungai Laa är ett vattendrag i Indonesien. Det ligger i den centrala delen av landet, 1 700 km öster om huvudstaden Jakarta.